# Хеншолл, Дуглас
Дуглас Джеймс Хеншолл (англ. Douglas James Henshall; род. 19 ноября 1965) — шотландский актёр театра, кино и телевидения. Он наиболее известен по ролям профессора Ника Каттера в научно-фантастическом сериале «Портал юрского периода» (2007—2009) и детектива Джимми Переза в криминальной драме «Шетланд» (2013—наст. время).

## Биография
Мать Хеншолла была медсестрой, а отец — продавцом. Он учился в средней школе Бархеда. Учась там, он поступил в Молодёжный театр Шотландии. После окончания университета, он переехал в Лондон и учился в Академии театральных искусств Маунтвью. Позже Хеншолл присоединился к театральной труппе «7:84» в Глазго. Позже он вернулся в Лондон, где он получил признание критиков за свою работу в театре, особенно за роли в пьесах «Жизнь вещей» в Donmar Warehouse (1993) и «Американский бык» в Young Vic (1997). Он женился на своей партнёрше, хорватской писательнице Тене Штивичич в Лас-Вегасе в феврале 2010 года. У них родилась дочь в конце 2016 года.

## Карьера

### 1990-е гг.
| Тип | Год       | Название на русском языке       | Название на английском языке       | Роль                       |
| --- | --------- | ------------------------------- | ---------------------------------- | -------------------------- |
| С   | 1992-1996 | Хроники молодого Индианы Джонса | The Young Indiana Jones Chronicles | Т. Э. Лоуренс (Аравийский) |
|     |           |                                 |                                    |                            |
|     |           |                                 |                                    |                            |

### 2000-е гг.
| Тип | Год  | Название на русском языке | Название на английском языке | Роль           |
| --- | ---- | ------------------------- | ---------------------------- | -------------- |
|     |      |                           |                              |                |
| С   | 2009 | Авария                    | Collision                    | инспектор Джон |
|     |      |                           |                              |                |

### 2010-е гг.
| Тип | Год       | Название на русском языке | Название на английском языке | Роль                                     |
| --- | --------- | ------------------------- | ---------------------------- | ---------------------------------------- |
| С   | 2010      | Тишина (телесериал)       | The Silence                  | инспектор Джим Эдвардс                   |
|     |           |                           |                              |                                          |
| С   | 2013-н.в. | Шетланд (телесериал)      | Shetland                     | детектив-инспектор Джеймс «Джимми» Перез |